# Ford Capri
Ford Capri byl sportovní automobil americké automobilky Ford. Vyráběl se ve třech generacích. Celkem bylo vyrobeno 1 922 847 automobilů typu Capri. Karoserie typu kupé pojme 2+2 cestující.

## Ford Consul Capri

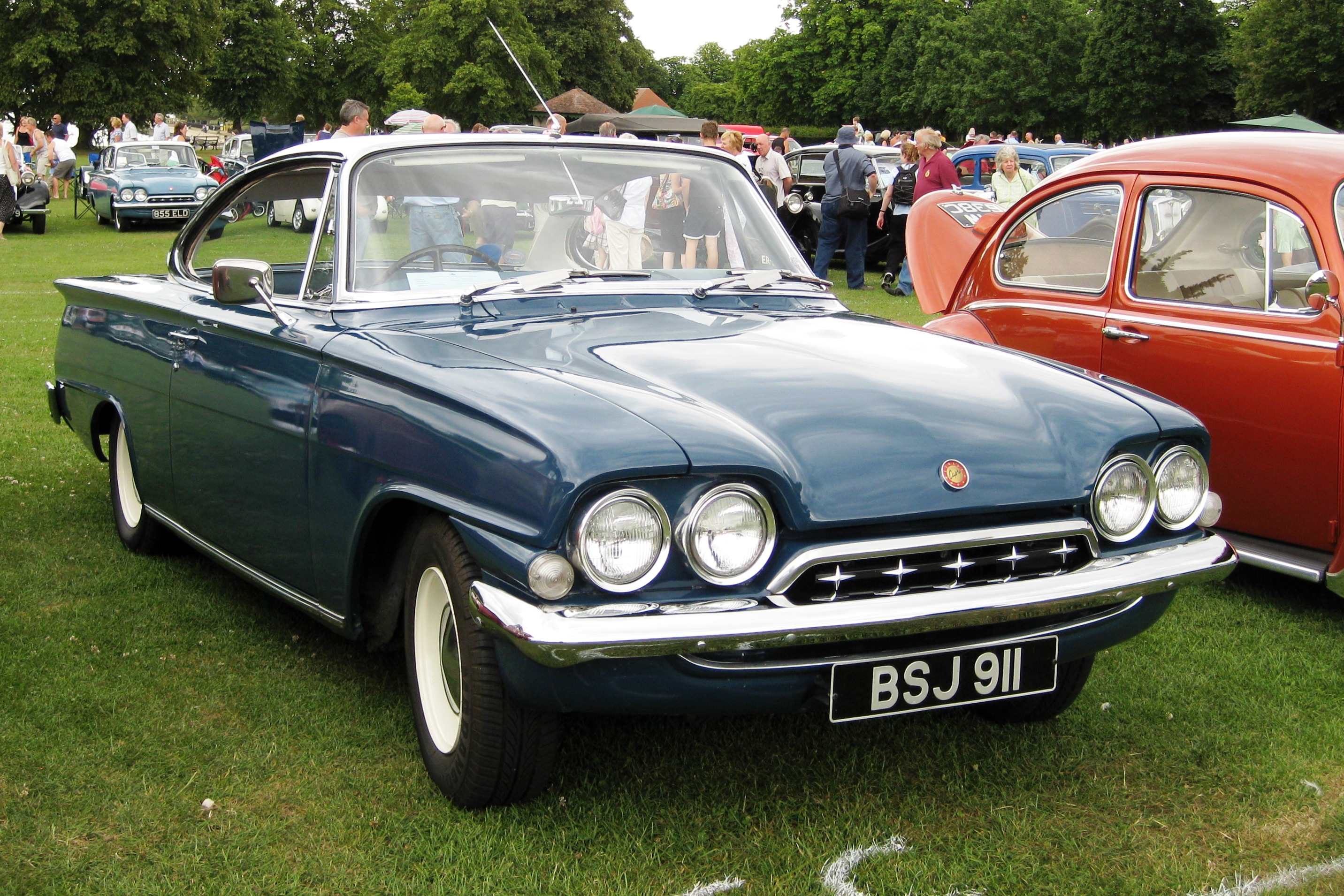
Ford Consul Capri

Jméno „Capri“ bylo u evropských Fordů použito poprvé u Fordu Consul Capri. Bylo to dvoudveřové coupé odvozené od Fordu Consul Classic.Výroba začala roku 1961 a skončila v roce 1964, kdy teto typ nahradil Ford Consul Corsair.

### Motory
- 1340 cm³ (1961 – 1962)
- 1498 cm³ (1962 – 1964)

## První generace
Koncepce modelu Ford Capri vycházela z obchodního sloganu "The car you always promised yourself" (auto, které sis vždycky přál), tj. základní tvary byly odvozeny z obchodně úspěšného Fordu Mustang a upraveny pro specifika evropského trhu.
Jednalo se o relativně levný automobil s klasickou koncepcí, tj. ve předu podélně uloženy motor s převodovkou, kardan, pohon zadní nápravy (ta byla uložena na listových perech). Capri bylo dostupným automobilem pro „normální lidi“ a „normální ježdění“ (tj. v týdnu do práce a o víkendu i „na okruh“). Jednou z hlavních předností modelu Ford Capri byla nabídka vidlicových V6 motorů.
První generace Mk.I se vyráběla v letech 1968 až 1974. Poprvé byla představena na autosalonu v Bruselu v lednu 1969. Vyrobilo se přes milion kusů. Byl navržen v Británii, ale výroba probíhala i v Německu, Belgii a Austrálii. Ford Capri je také přezdíván jako evropský Ford Mustang. Technický základ byl převzat z modelu Cortina, z Mustangu byla použity v podstatě jen základní tvary a filozofie, tj. levný sportovní automobil pro masy. Capri získalo mnoho úspěchů v soutěžích. Němec Dieter Glemser zvítězil v šampionátu evropských cestovních vozů v roce 1971. V případě první generace Capri byly rozdíly mezi běžně prodávanou verzí a sportovní 2600 RS značné. Samostatnou kapitolu pak tvoří rozšířené okruhové speciály 3100 RS.

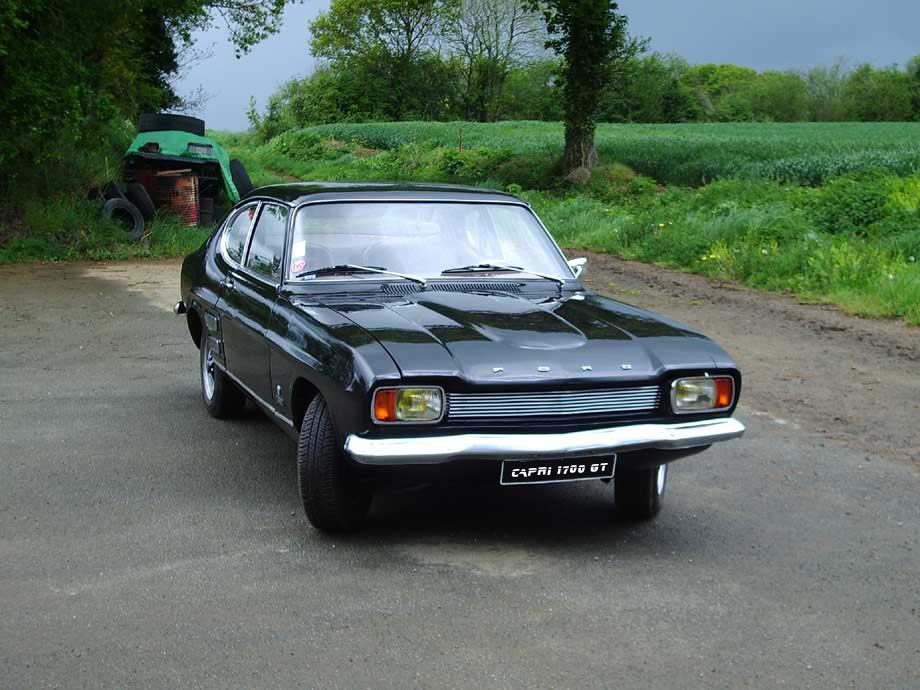
1970 Capri 1,7 GT
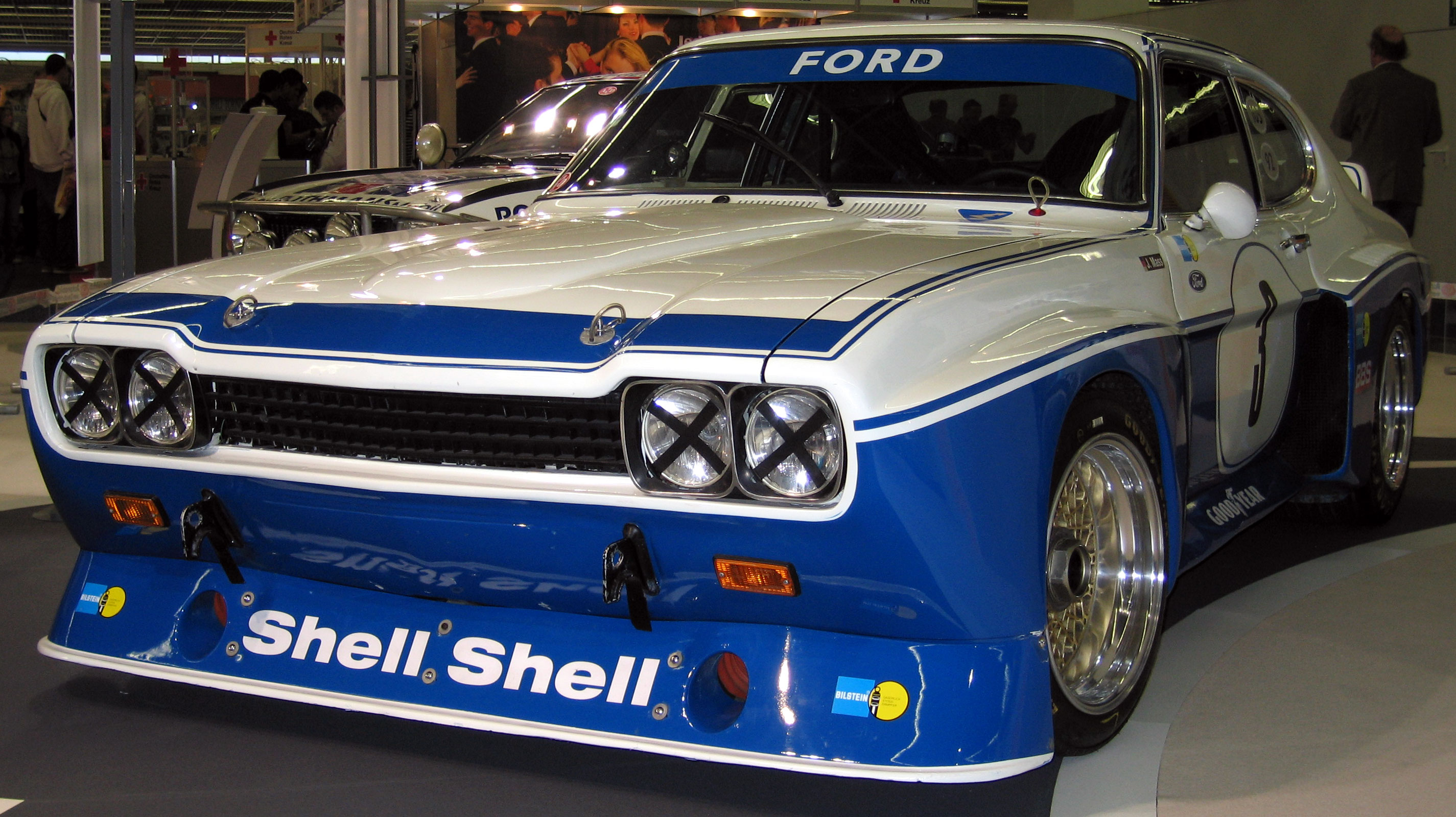
Capri Cosworth
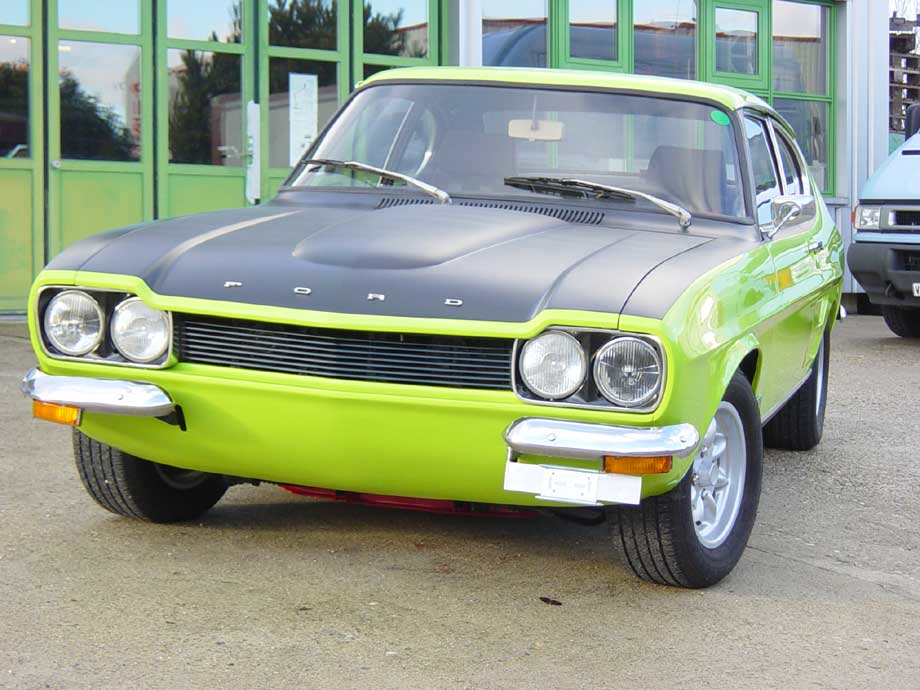
1972 Capri 2,6 RS
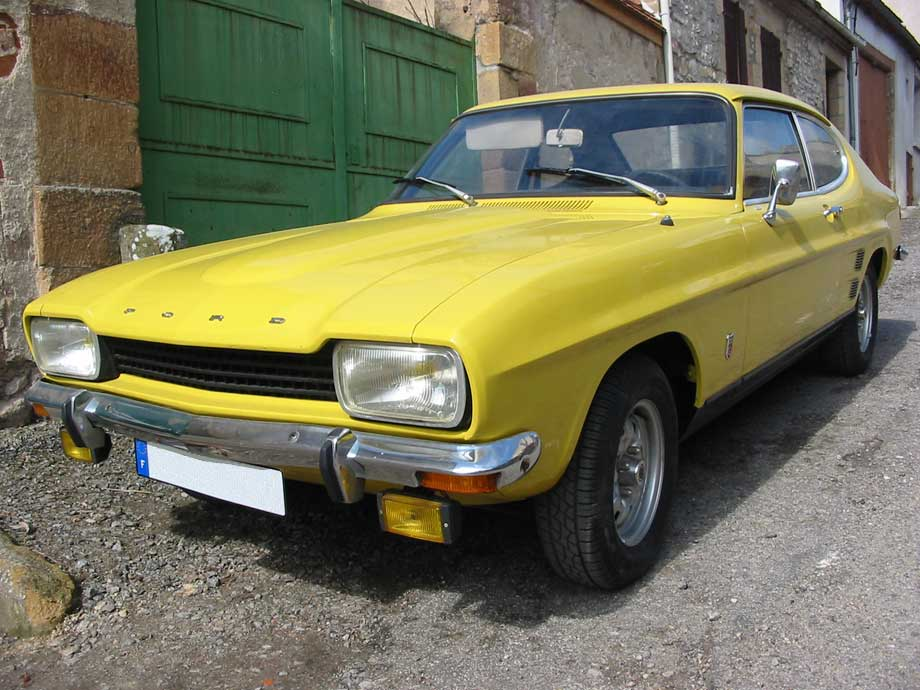
1973 Capri 2,3

### Verze
- - 1.3, 1.5 (1969-72); 1.6 (1969-73); 2.0 (1971-74); 2.6 (1972-73); 2.8 (1974)
- L 1.3, 1.6 (1969-73)
- X 1.3, 1.6 (1969-70)
- XL 1.3 (1969-72); 1.6 (1969-73)
- GT 1.3 (1969-71); 1.6 (1969-73); 1.7 (1969-72); 2.0, 2.3 (1969-73); 2.6 (1972-73); 3.0 (1969-73)
- GT L 1.3 (1969-71); 1.6 (1969-72); 2.0 (1969-72); 3.0 (1969-73)
- GT X 1.3, 1.6, 2.0 (1969-70); 3.0 (1969-71)
- GT R 1.3, 1.6, 1.7, 2.0, 2.3 (1969-70); 3.0 (1970-71)
- GT XL 1.3 (1969-71); 1.6, 2.0, 3.0 (1969-72)
- GT XLR 1.3 (1969-71); 1.6, 2.0 (1969-72); 2.6 (1970-72); 3.0 (1969-72)
- GT E 3.0 (1969-72)
- GT/GXL 3.0 (1972-73)
- RS 2.6 (1970-74); 3.1 (1973-74)
- Broadspeed Bullit 3.0 (1971-78)
- LUMO 3.0 (1972)
- Perana 5.0 (1970-73)

### Motory
- 1.3L
- 1,5L
- 1,6L
- 1,7L
- 2,0L
- 2,3L
- 2,6L
- 2,8L
- 3,0L
- 3,1L
- 5,0L

## Druhá generace
Vyráběla se v letech 1974 až 1977. Proti první generaci byla upravena pro pohodlnější cestování. Zatímco Mk.I byla koncipována jako „evropský mustang“, verze Mk.II byla navržena s ohledem na komfort posádky. Přístup do zavazadlového prostou byl usnadněn díky třetím zadním dveřím. Rozměry karoserie byly celkově větší a design interiéru modernější a ergonomicky lépe řešený (např. základní ovládací prvky se přenesly z palubní desky k volantu).
Charakteristickými znaky verze Mk.II je třídveřová karoserie s obdélníkovými světly ve předu. Do základní výbavy byla včleněna taky „boule“ na kapotě motoru, v případě Mk.I byla pouze u sportovních verzí Capri (RS).
V roce 1975 byla z vozu odvozena sportovní edice John Player Special. 2. generace Capri si zahrála v seriálu Profesionálové. Doyle řídil stříbrný 3,0 Series X a Bodie zlatý 3,0 Ghia.

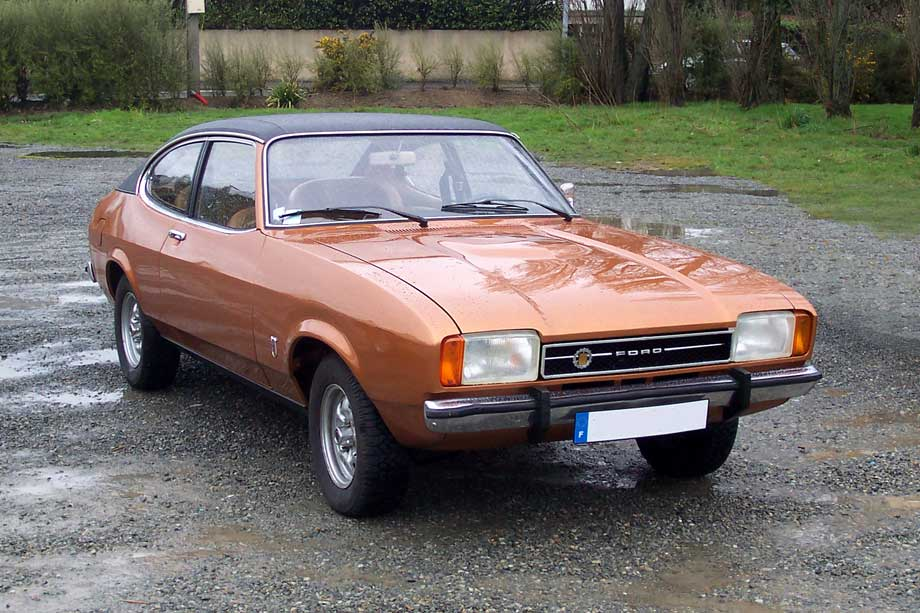
1974 Capri 2,3 GT
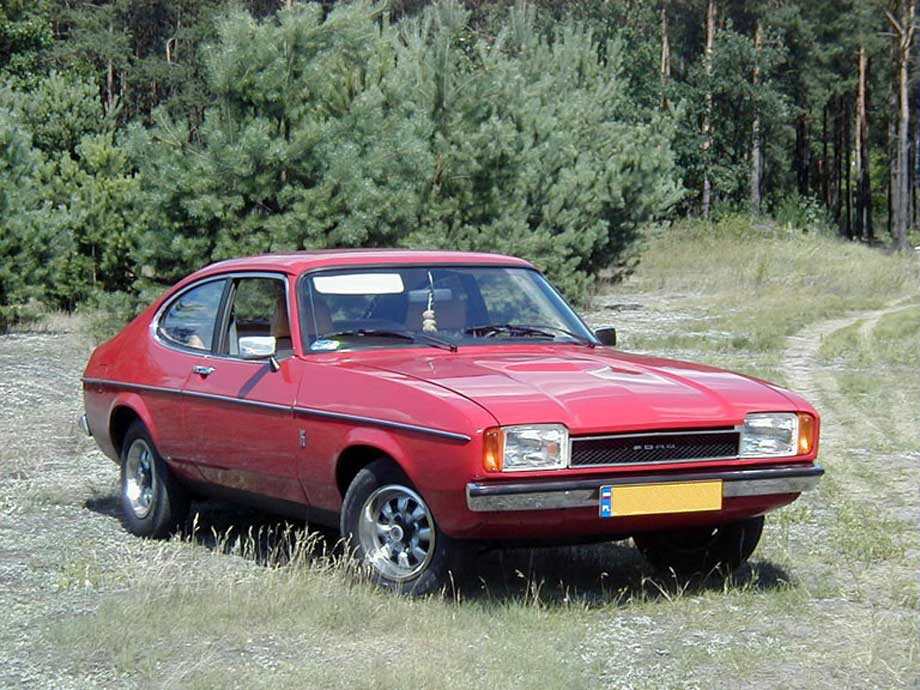
1977 Capri 1,6 GL

### Verze
- - 1.3 (1975-78); 2.3, 2.8(1975-77)
- L 1.3, 1.6 (1974-78)
- GL 1.3 (1974-78); 1.6 (1975-79); 2.0 (1975-78); 2.3 (1974-76)
- XL 1.3 (1974-76); 1.6 (1974-78)
- GT 1.3 (1974-78); 1.6 (1974-76); 2.0 (1974-75); 3.0 (1974-76)
- Ghia 1.6 (1974-76); 2.0 (1974-79); 2.3, 3.0 (1974-78)
- S 2.0, 2.3, 3.0 (1976-78)
- JPS 1.6, 2.0, 3.0 (1975-78)
- Series X 3.0 (1977-78)
- R/S s.1,2,3,4,5 2.8 (1977-80)
- Chastian S/1, S/2, S/3 2.8 (1977-80)
- RSR Turbo 2.8 (1975-78)
- Black-Gold 2.8 (1975)
- MAKO 5.0 (1975-78)

### Motory
- 1,3L
- 1,6L
- 2,0L
- 2,3L
- 2,8L
- 3,0L
- 5,0L

## Třetí generace
Třetí generace Capri byla v podstatě faceliftem verze Mk.II (označuje se také jako Mk.IIB). Zatímco Capri Mk.I a Mk.II jsou v mnoha rysech odlišná auta, poslední verze Mk.III mnoho změn nepřinesla. Charakteristickým znakem Mk.III jsou 4 kulaté světlomety ve předu (podobně jako u Mk.I RS) a mohutné černé nárazníky. Změny se dočkala také přední plastová mřížka chladiče (většina "tuningářů" dodnes používá masku z Mk.II).
Modernizovaná verze Mk.III se vyráběla v letech 1977 až 1986. Poprvé byla představena na autosalonu v Ženevě v roce 1978. Třetí generace si také zahrála v seriálu Profesionálové. Doyle řídil zlatý 3,0 Sport (1980-81) a Bodie řídil stříbrný 3,0 Sport (1978-81).

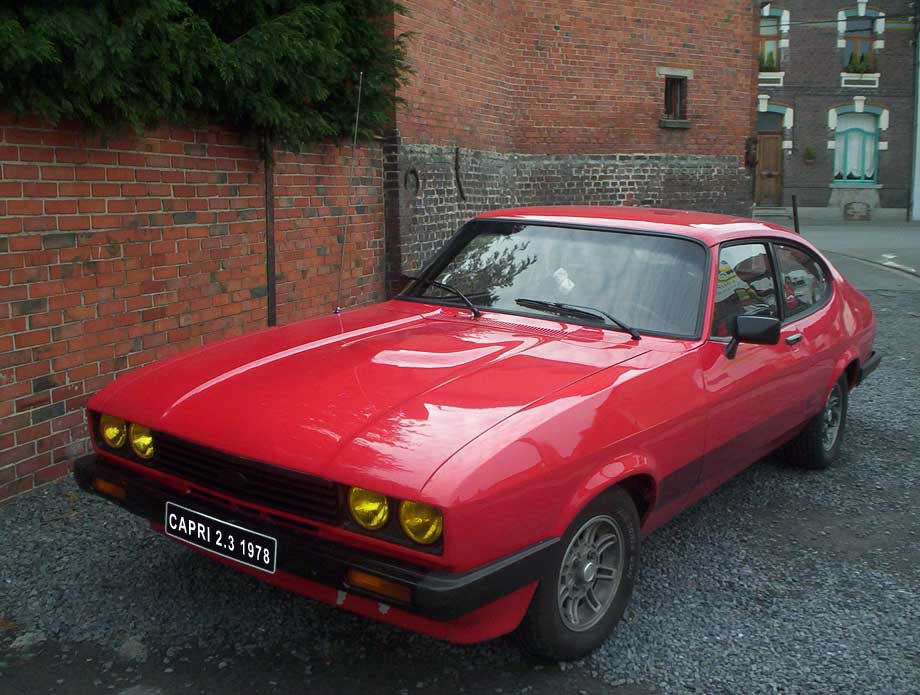
1978 Capri 2,3 Sport
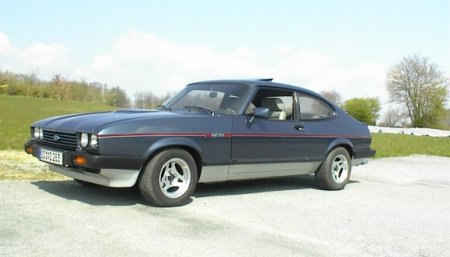
1981 Capri 2,8 Injection
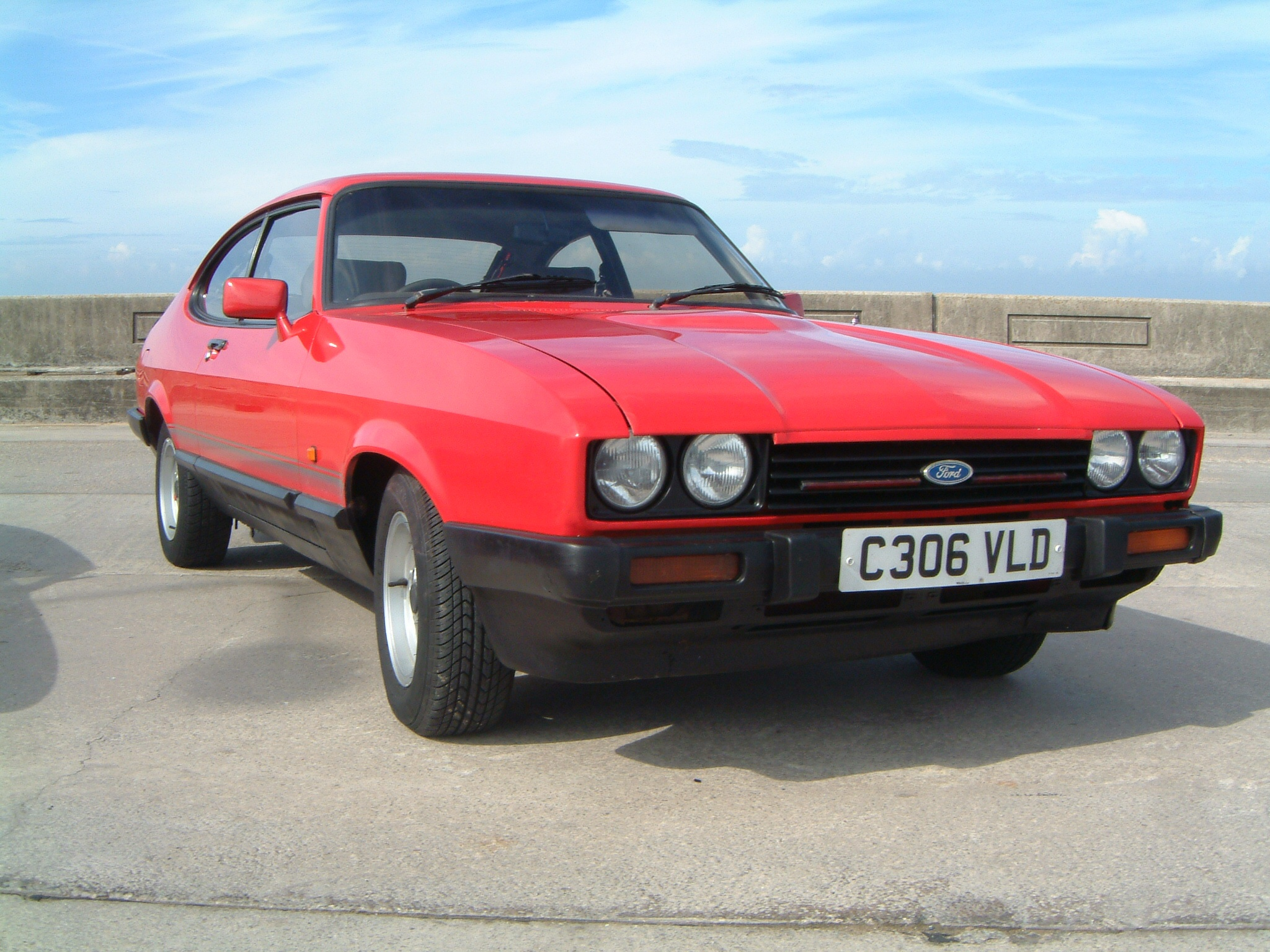
1984 Capri 1,6 Laser
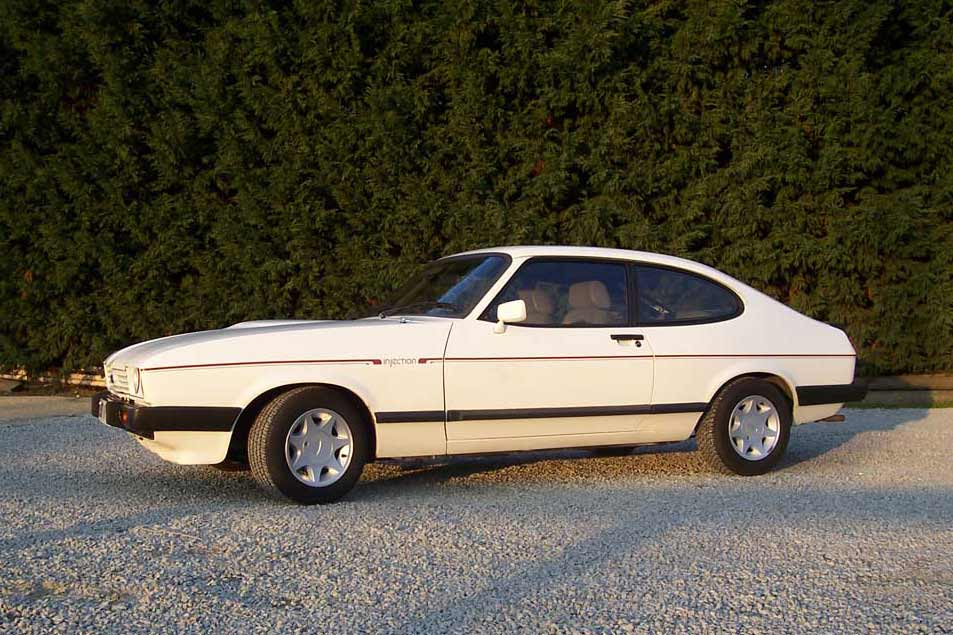
1984 Capri 2,8 Injection Special

### Verze
- - 1.3 (1978), 3.0 (1978-81)
- L 1.3, 1.6 (1978-82), 2.0 (1978-81)
- GL 1.6, 2.0 (1978-82)
- GT 1.6 (1982-83), 2.0 (1983-84)
- Super GT 2.0, 2.3 (1984)
- Ghia 2.0, 2.3 (1978-82), 3.0 (1978-81)
- S 1.6 (1978-80), 2.0, 2.3 (1978-84), 3.0 (1978-81)
- LS 1.6 (1981-84)
- RS 3.0 (1978-81)
- X-Pack/Series-X 3.0 (1978-81)
- FI Super Sport 2.8 (1981-85) - náhrada za X-Pack
- Mako 5.0 (1978-80)
- Injection 2.8i (1981-84)
- Turbo 2.8i (1981-82)
- 230 Oselli 2.3 (1983-87)
- Tickford Turbo 2.8i (1983-87)
- Super Injection 2.8i (1984)
- Injection Special 2.8i (1984-87)
- Laser 1.6, 2.0 (1984-87)

### Limitované Edice
- GT4 1.6, 2.0 (D: Listopad 1979, UK: Únor 1980)
- Cameo 1.3, 1.6 (UK: Srpen 1981)
- Tempo 1.3, 1.6 (UK: Srpen 1981)
- Calypso 1.6, 2.0 (UK: Srpen 1981)
- Cabaret 1.6, 2.0 (UK: Březen 1982)
- Calypso II. 1.6, 2.0 (UK: Květen 1982)
- Cabaret II. 1.6, 2.0 (UK: Prosinec 1982)
- SWAYMAR 3.2i (UK: 2 kusy 1985)
- 2.8 Turbo Technics 2.8i (D,UK: Červen - Prosinec 1986)
- 280 Brooklands 2.8i (UK: Prosinec 1986 - Březen 1987)
- 280 Brooklands Turbo 2.8i (UK: Prosinec 1986 - Březen 1987)

### Motory
- 1,3L
- 1,6L
- 2,0L
- 2,3L
- 2,8iL
- 3,0L
- 3,2iL
- 5,0L

## Novinky
V posledních letech vznikly návrhy na nové Capri. je několik verzí vycházejících z Mondea a Focusu.
V roce 2024 Ford představil nový elektrický Ford Capri, který kombinuje moderní technologie s klasickým designem. Tento model nabízí dojezd až 390 mil (627 km), výkon 335 koní a rychlonabíjení z 10 % na 80 % za 26 minut. Interiér zahrnuje pokročilé technologie, jako je posuvná obrazovka SYNC Move a bezpečné úložiště My Private Locker. Capri EV je vyráběn v Německu a jeho cena začíná na 56 000 USD.